# Fabriciano González
Fabriciano González Penelas, meglio noto come Fabri (Lugo, 25 aprile 1955), è un allenatore di calcio ed ex calciatore spagnolo.

## Carriera
Il 22 marzo 2010 viene chiamato da Giampaolo Pozzo alla guida del Granada in terza serie alla cui guida consegue due promozioni consecutive, riportando così il club andaluso in massima serie dopo 35 anni.
Il 23 gennaio 2012, con la squadra quart'ultima in classifica nella Primera División (Spagna), viene sollevato dall'incarico.
Il 18 giugno 2012 viene annunciato come nuovo allenatore dell'Huesca, club militante in Liga Adelante. Dopo una sola partita di campionato viene ingaggiato dal Racing Santander, sempre in seconda serie, ma viene esonerato il 9 dicembre successivo con la squadra penultima in classifica.
L'8 gennaio 2013 cambia la terza squadra stagionale trasferendosi ai greci del Panathīnaïkos, esperienza che si chiude anch'essa con un esonero il 31 marzo successivo. Dal 2016 è l'allenatore del Ponferradina.

## Palmarès

### Allenatore

#### Competizioni nazionali
- Segunda División B: 1

Cartagena: 2008-2009